# Jeff Gutt
Jeffrey Adam Gutt (2 de maio de 1976) é um cantor e compositor norte-americano mais conhecido como o vocalista da banda Stone Temple Pilots desde novembro de 2017. Também é ex-vocalista da banda de nu metal Dry Cell.
Apareceu em duas temporadas da série de televisão The X Factor. Apareceu pela primeira vez na 2ª temporada (2012), quando obteve aclamação internacional pela interpretação de "Hallelujah", de Leonard Cohen, antes de ser eliminado no episódio "Boot Camp". Competiu na 3ª Temporada (2013) do programa, terminando em segundo lugar. Em 2014 foi citado como um dos concorrentes mais "influentes" do X Factor USA de todos os tempos pela Fox Weekly.